# Kovilj
Kovilj (en serbe cyrillique : Ковиљ ; en hongrois : Kabol) est une localité de Serbie située dans la province autonome de Voïvodine et sur le territoire de la ville de Novi Sad, district de Bačka méridionale. Au recensement de 2011, elle comptait 5 389 habitants.
Kovilj est officiellement classé parmi les villages de Serbie.

## Histoire
Au XIIIe siècle, à l'emplacement de l'actuel Kovilj, un village du nom de Kabul existait déjà. Le même village apparaît ensuite sous les noms de Kaboli et de Kobila. De ce fait, le nom actuel de la localité dériverait du mot kobila, qui signifie « la jument ».
Un village nommé Donji Kovilj est mentionné pour la première fois en 1554 et un autre nommé Gornji Kovilj en 1702. Les deux villages furent réunis en 1870 pour former une seule localité.
Près de l'actuel village se trouve le monastère de Kovilj, reconstruit entre 1705 et 1707. Selon la tradition locale, il aurait été fondé au XIIIe siècle par Saint Sava ; il est inscrit sur la liste des monuments culturels de grande importance de la république de Serbie. Kovilj possède en outre deux églises orthodoxes serbes, l'église de l'Ascension (ou Gornjokoviljska) construite entre 1824 et 1829 et l'église Saint-Thomas (ou Donjokoviljska) construite en 1845 ; cette dernière église est inscrite sur la liste des monuments culturels protégés de la république de Serbie (Identifiant no SK 1139).

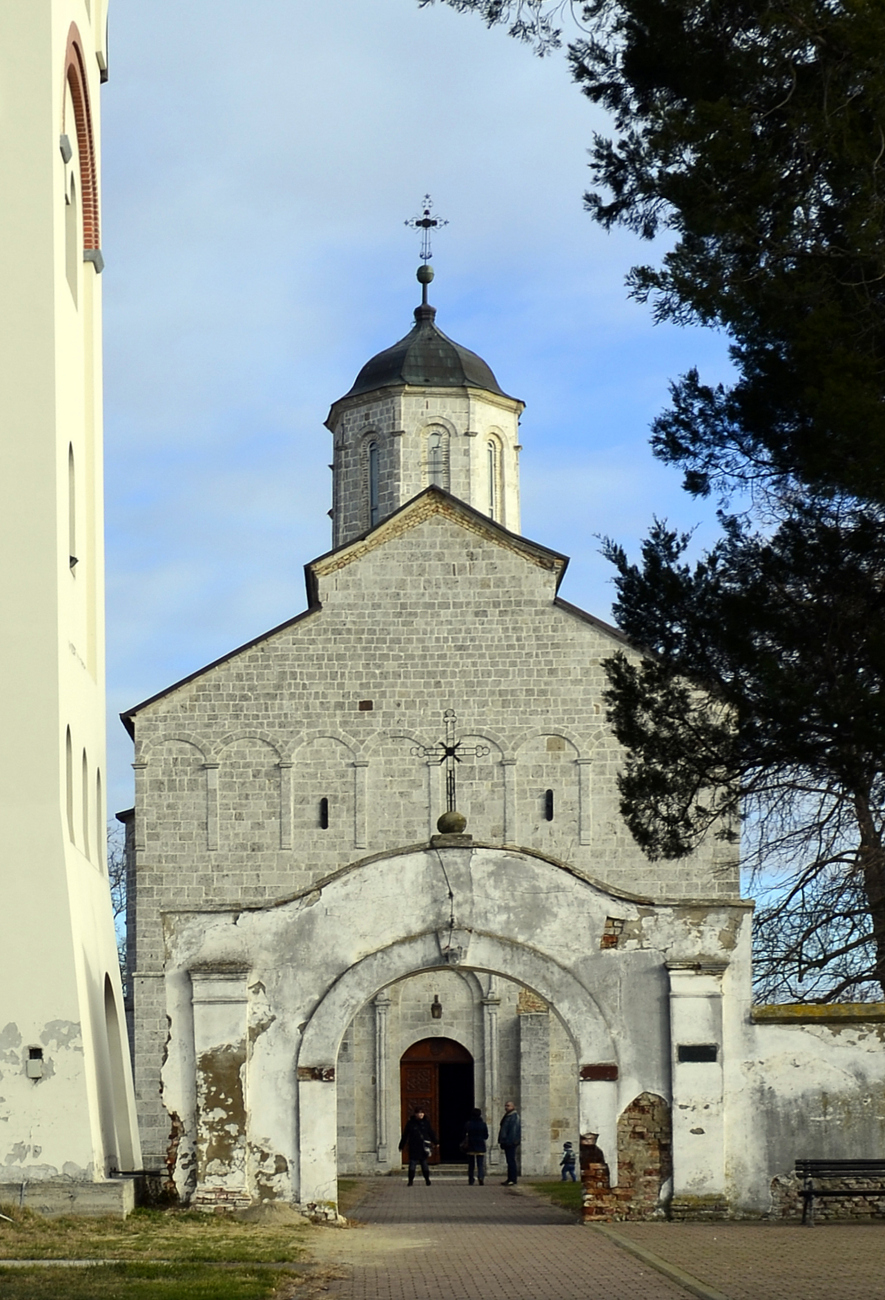
L'église du monastère de Kovilj

## Démographie

### Évolution historique de la population
| 1948  | 1953  | 1961  | 1971  | 1981  | 1991  | 2002  | 2011  |
| ----- | ----- | ----- | ----- | ----- | ----- | ----- | ----- |
| 5 368 | 5 436 | 5 448 | 5 290 | 5 279 | 5 242 | 5 599 | 5 389 |

|  |

## Personnalités
Laza Kostić (1841-1910), un homme de Lettres serbe, est né à Kovilj.